# 建福 (北遼)
建福（1122年三月—六月）或作天福，是北辽宣帝耶律淳的年號，共計4个月。

## 改元
- 保大二年（1122年）——三月十七日，李處溫等人擁立遼宣宗耶律淳為帝，改元建福，降封天祚帝為湘陰王。六月二十四日，遼宣宗去世，其妻蕭德妃攝政，改元德興。[2][3][4][5]

## 纪年對照表
| 建福 | 元年   |
| ---- | ------ |
| 公元 | 1122年 |
| 干支 | 壬寅   |

## 同期存在的其他政权年号
- 中國
  - 宣和（1119年－1125年）：北宋—宋徽宗趙佶、宋钦宗赵桓之年號
  - 保大（1121年－1125年）：遼—遼天祚帝耶律延禧之年號
  - 天輔（1117年－1123年）：金—金太祖完顏阿骨打之年號
  - 元德（1119年－1127年）：西夏—夏崇宗李乾順之年號
  - 嘉永（1122年－1128年）：大理—段正嚴之年號
- 越南
  - 天符睿武（1120年－1126年）：李朝—仁宗李乾德之年號
- 日本
  - 保安（1120年－1124年）：鳥羽天皇與崇德天皇之年号

## 参見
- 中國年號索引
- 其他政权使用的建福年号

## 深入閱讀
- 李崇智. . 北京: 中華書局. 2004年12月. ISBN 7101025129.
- 鄧洪波. . 臺北: 國立臺灣大學東亞經典與文化研究計劃. 2005年3月  [2021-11-27]. ISBN 9789860005189. （原始内容 (pdf)存档于2007-08-25）.

| 前一年號： 遼朝：保大 | 北辽年号 | 下一年號： 德兴 |